# Лесновски рејон
Лесновски рејон (рус. Лесной район) административно-територијална је јединица другог нивоа и општински рејон на североистоку Тверске области, у европском делу Руске Федерације.
Административни центар рејона је село Лесноје. Према проценама националне статистичке службе Русије за 2014. на територији рејона је живело свега 5.037 становника или у просеку око 3,08 ст/км².

## Географија
Лесновски рејон обухвата територију површине 1.633 км² и међу 5 је територијално најмањих рејона у области. Налази се у североисточном делу Тверске области и граничи се са Новгородском облашћу на северу, док су на истоку, југу и западу Сандовски, Максатишки и Удомљански рејони.
Готово цела територија рејона лежи у низијском подручју уз реку Мологу познатом као Молого-Шекснинска низија. Река Молога пресеца источни део рејона из правца југа ка северу и делимично представља природну границу Лесновског рејона према Максатишком и Сандовском рејону. Најважније притоке Мологе у овом рејону су Сарагожа и Полонуха.
Рејон је специфичан и по бројним мањим ујезереним површинама. Под шумама је око 65% територије.

## Историја
Рејон је успостављен 12. јула 1929. као Михајловски општински рејон Бежечког округа Московске области. Седиште рејона налазило се у селу Смердињ. Каку су већ наредне године административни окрузи као управне јединице престали да постоје, тако је и Михајловски рејон дошао под директну управу Московске области.
У децембру исте године село Смердињ је преименовано у Лесноје, а самим тим је и Михајловски рејон постао Лесновским рејоном. Од успостављања Калињинске обасти 1935. године (од 1990. преименована у Тверску област) Лесновски рејон постаје њеним интегралним делом.
Од фебруара 1963. до децембра 1966. Лесновски рејон је био делом Максатишког рејона.

## Демографија и административна подела
Према подацима пописа становништва из 2010. на територији рејона је живело свега 5.252 становника, док је према процени из 2014. ту живело 5.037 становника, или у просеку 3,08 ст/км².
| 1959. | 1970. | 1979. | 1989. | 2002. | 2010. | 2014.  |
| ----- | ----- | ----- | ----- | ----- | ----- | ------ |
| ---   | ---   | ---   | 8.177 | 6.833 | 5.252 | 5.037* |

Напомена: према процени националне статистичке службе.
На подручју рејона постоје укупно 144 сеоска насеља подељена на 4 сеоске општине. административни центар рејона налази се у селу Лесноје у којем живи око трећина укупне рејонске популације.